# Beijing Mоfang
El Beijing Mofang (En chino: 北京魔方), traducido al español que literalmente significa Cubo de Rubik de Pekín,     también conocido globalmente como BAIC Beijing X55 o simplemente BAIC X55, es un SUV crossover compacto producido por el fabricante de automóviles chino BAIC Group bajo la marca de automóviles de pasajeros Beijing.

## Descripción general
Con el nombre en código "C52X" durante su desarrollo, se presentó por primera vez el 10 de noviembre de 2021 con el nombre provisional "Beijing X6". Su nombre oficial se determinó mediante una votación pública organizada por BAIC.  Se presentó un prototipo de preproducción en el Salón Internacional del Automóvil de Guangzhou de 2021, y posteriormente, se reveló que Mofang sería su nombre oficial.  El modelo de producción terminado se reveló en abril de 2022.  Las ventas empezaron en China el 28 de julio de 2022.  Es el primer vehículo de combustión interna en el mercado interno chino que utiliza el sistema operativo HarmonyOS de Huawei . 

## Tren motriz
El Beijing Mofang está disponible con un motor: un motor de gasolina turboalimentado de geometría variable (VGT) Magic Core de 1,5 litros, desarrollado en colaboración con el fabricante alemán de piezas de automóviles Meta GmbH. El motor del auto tiene una potencia nominal de 130 kilovatios (177 CV; 174 HP) y 305 newtons·metro (31,1 kg·m; 225 lb·pie) de torque, y está acoplado a una transmisión de doble embrague (DCT) de 7 velocidades. 

## Mercados de exportación
Fuera de China, el Beijing Mofang se vende como BAIC Beijing X55 . La placa de identificación "X55" fue utilizada anteriormente por la marca actualmente extinta de BAIC, Senova, para su crossover compacto vendido entre 2015 y 2020.
En algunos mercados, simplemente se vende como BAIC X55. Anteriormente, el apodo fue mencionado inicialmente en los materiales de marketing de algunos países, pero a pesar de esto, el vehículo si conserva los emblemas físicos 'BEIJING' en el parachoques delantero, el panel de la luz trasera central y el volante.   Desde finales de 2024 y principios de 2025, en Filipinas, donde se comercializó como X55 Verve, se convierte en el primer país en eliminar los emblemas físicos "BEIJING" del vehículo y adopta el apodo "BAIC X55" (aunque con el sufijo "Verve" adicional pero no físico) con los emblemas "BAIC" tomando su lugar.[cita requerida]
Algunos mercados también pueden tener sufijos diferentes adicionales aplicados al modelo, en particular II.  Otros sufijos incluyen Plus,  y Verve en Filipinas. 

### Europa

#### Polonia
En Polonia, el Beijing Mofang se comercializa como Beijing 5. Se presentó en diciembre de 2023 como uno de los primeros modelos de BAIC en el mercado polaco, junto con el Beijing X3 y el Beijing X7 

#### Rusia
El Beijing Mofang se presentó al mercado ruso en septiembre de 2023 como X55, aunque conservando los emblemas físicos "BEIJING".  Las variantes iniciales incluyen Comfort y Elite, y la variante Luxury se agregó en abril de 2024.  Se ensambla localmente en las instalaciones de Avtotor en Kaliningrado y la producción comenzó en agosto de 2023. 

### México
En México, los modelos fueron lanzados en julio de 2023 como Beijing X55, disponible únicamente con un único nivel de equipamiento: Honor. 

### Sudáfrica
El Beijing Mofang en Sudáfrica en octubre de 2022 como Beijing X55,  antes de salir a la venta en noviembre de 2022.  Las variantes incluyen Dynamic, Elite y Premium. 
La versión actualizada, que lleva un sufijo Plus adicional, se reveló en agosto de 2024 en el Festival de Automovilismo Kyalami de 2024,  y salió a la venta en septiembre de 2024.  Los cambios para la actualización incluyen puertos USB tipo C, sistema de reconocimiento de comandos de voz, una opción de color interior de cuero negro y dos nuevos colores exteriores: gris, kriptón y azul turquesa. Las variantes Elite y Premium reciben llantas de aleación de 19 pulgadas.

### Sudamérica
El Beijing Mofang se lanzó en países sudamericanos bajo diferentes nombres, como Perú en junio de 2023  y Chile en julio de 2023 como X55 Plus,  y Argentina en agosto de 2023 como X55 II.  Aunque los materiales de marketing para esos países se refieren al vehículo simplemente como "BAIC X55", estos si conservan los emblemas físicos "BEIJING". Dependiendo del mercado, está disponible en diferentes niveles de equipamiento como se detallará a continuación:
| Adornos | Argentina | Chile   | Ecuador | Perú      | Venezuela |
| ------- | --------- | ------- | ------- | --------- | --------- |
| Adornos |           | Comfort | Elite   | Comfort   |           |
| Adornos |           | Elite   | Luxury  | Exclusive |           |
| Adornos | Luxury    | Luxury  | Premium | Signature | Luxury    |

### Sudeste Asiático

#### Indonesia
El Beijing Mofang se presentó en Indonesia el 14 de mayo de 2024 como X55 II, aunque conservando los emblemas físicos "BEIJING".  Las ventas empezaron en julio de 2024 en el 31.º Salón Internacional del Automóvil de Gaikindo Indonesia .  Es uno de los primeros modelos de BAIC vendidos en el país, junto al Beijing BJ40.
El 29 de abril de 2025, el X55 II recibió una pequeña actualización. En respuesta a las bajas ventas del modelo en 2024, los emblemas "BEIJING" fueron reemplazados por los emblemas "BAIC".  También se introdujo una variante de nivel de entrada, denominada "Lite", y la variante única anterior pasó a llamarse "Prime". Otros cambios incluyen una integración de Apple CarPlay y Android Auto a su sistema de infoentretenimiento, una caja refrigerada en su consola central y un color Negro Platino en el exterior.  

#### Malasia
El Beijing Mofang se vendió en Malasia como X55 en el cuarto trimestre de 2024. Para el mercado de Malasia, se ensamblará localmente en las nuevas instalaciones de EP Manufacturing en Malaca en 2025.
Tres ejemplares del vehículo se exhibieron por primera vez en octubre de 2023 durante la ceremonia de inauguración de las instalaciones de EP Manufacturing en Malaca, inicialmente conocido como X55 II.  Un modelo de preproducción con la denominación final X55 se presentó el 16 de mayo de 2024, junto con el Beijing BJ40.  Habrá dos variantes disponibles en el lanzamiento: Estándar y Premium.

#### Filipinas
En Filipinas, el Beijing Mofang se comercializa como X55 Verve. Fue presentado en marzo de 2024, junto al Beijing BJ40, Beijing BJ60, Beijing BJ80 y Beijing X7, coincidiendo con el relanzamiento de la marca BAIC en el país por segunda vez, tras su adquisición de distribución por parte del distribuidor local United Asia Automotive Group Inc. (UAAGI).  Las ventas comenzaron en abril de 2024 en el 19º Salón Internacional del Automóvil de Manila.  Excluyendo el sufijo "Verve", a pesar de que en los materiales de marketing se hace referencia al auto simplemente como "BAIC X55", conserva los emblemas físicos "BEIJING". Los emblemas se cambiaron a 'BAIC' desde finales de 2024 o principios de 2025.[cita requerida]

## Versiones renombradas

### Cirelli 4
Hasta el año 2024, Cirelli Motor Company anteriormente comercializaba el Beijing Mofang en Italia como Cirelli 4.  A diferencia de otros mercados, junto con la gasolina convencional, el Cirelli 4 ofrece una opción de configuración biocombustible (gasolina/GLP). Fue reemplazado por una versión basada en el Fengon 580 de segunda generación de Dongfeng Motor Corporation .

### Tiger Six
DR Automobiles comercializará el Beijing Mofang en mercados europeos selectos como Tiger Six, bajo la marca Tiger de la compañía. Se reveló en septiembre de 2024 en el Salone Auto Torino 2024.   El Six presenta un diseño de parrilla frontal diferente al original.